# کوارتر (سکه آمریکا)

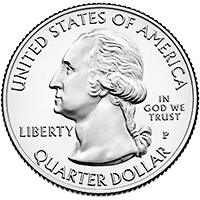
نمایی از یک سکهٔ کوارتر دلار - ۲۰۱۴

یک کوارتر دلار (به انگلیسی: quarter dollar، یک ربع دلار), که معمولاً به سادگی  کوارتر (به انگلیسی: quarter) خوانده می‌شود. سکه‌ای با ارزشی معادل یک چهارم دلار آمریکا یا ۲۵ سنت است. این سکه از سال ۱۷۹۶ ضرب می‌شود.در اکثر کشورهای دنیا معمول است که یک پنجم واحد پول را به عنوان سکه انتخاب کنند اما آمریکا و کانادا یک چهارم را استفاده می‌کنند. وزن آن ۵٫۶۷۰ گرم، قطر آن ۲۴٫۲۶ میلی‌متر، ضخامتش ۱٫۷۵ میلی‌متر است. هر کوارتر دور ۱۱۹ دندانه دارد و ۹۱٫۶۷ درصد آن مس و بقیه آن نیکل است. همچنین به خاطر برنامه کوارترهای ۵۰ ایالت هر ایالت کوارترهای مخصوص به خود را ضرب می‌کند.